# 213 (liczba)
213 (dwieście trzynaście) – liczba naturalna następująca po 212 i poprzedzająca 214.

## W kalendarzu
213. dniem w roku jest 1 sierpnia (w latach przestępnych jest to 31 lipca). Zobacz też co wydarzyło się w roku 213, oraz w roku 213 p.n.e.